# Мулан (Дисней)
Фа Мулан (англ. Fa Mulan; кит. трад. 花木蘭) — вымышленный персонаж и главная героиня одноимённого полнометражного мультфильма студии Disney 1998 года. В оригинальной озвучке принимала участие Минг-На Вен (песни исполнила Леа Салонга). Мулан основана на легендарной китайской героине Хуа Мулань из баллады «Песнь о Мулань». Она единственный ребёнок старого ветерана войны. Игнорируя как традиции, так и закон, Мулан маскируется под мужчину, чтобы попасть в армию вместо своего отца.
Дисней изначально задумывал её как угнетённую молодую китаянку, которая в конечном итоге сбегает в Европу, чтобы быть с британским принцем. Однако режиссёр Тони Бэнкрофт, вдохновлённый благополучием собственных дочерей, хотел сделать Мулан была другой, уникальной героиней Диснея — сильной и не зависящей от мужского персонажа. Таким образом, отношения между Мулан и капитаном Ли Шангом были сокращены до незначительного сюжета, в то время как храбрость и сила героини были подчёркнуты, чтобы она оставалась главным персонажем своей собственной истории. Мулан — восьмая официальная принцесса Disney и единственная героиня данной франшизы, которая не является фактической принцессой ни по рождению, ни по замужеству. Аниматором Мулан был Марк Хенн, который намеренно изобразил её так, чтобы она казалась менее женственной, чем её предшественницы.
Личность Мулан была признана в целом позитивно, критики хвалили её храбрость и героизм. Тем не менее, некоторые комментаторы обвинили Дисней в вестернизации персонажа, в то время как её романтические отношения с Шангом посчитали обесценивающими героизм Мулан. И Минг-На Вен, и Леа Салонга были награждены премией Disney Legends за вклад в эту роль. Лю Ифэй сыграла альтернативную версию персонажа по имени Хуа Мулан в 2020 году в киноадаптации оригинального мультфильма 1998.
В оригинальной версии Мулан позиционируется как пример самоотверженности и истинного героизма, лишённого стремления к славе. Она служит в армии, скрывая свою истинную природу от соратников, не один год, а целых двенадцать. За это время Мулан становится искусной воительницей и стратегом, поэтому заслуживает уважение и доверие своих товарищей. Её подвиги часто описываются как результат не только физической силы, но и проницательного ума.
В оригинальной балладе о Хуа Мулань её врагами были гуны, кочевые племена, которые в определённые периоды истории пересекались с предками казахов. Гуны были известны своей воинственностью и искусством верховой езды и стрельбы, которое делало их грозными противниками. Именно за счёт этой опасности и раскрывается героизм Мулан. 

## Развитие

### Создание
Первоначально мультфильм «Мулан» был задумын в 1994 году как короткометражный, по сюжету несчастная китайская девушка должна была сбежать на Запад с британским принцем. Изучая традиционные рассказы и народные сказки, детский писатель Роберт Д. Сан-Суси обнаружил «Песнь о Мулань», древнекитайское стихотворение о Хуа Мулань — девушке, которая заменяет своего больного отца в армии, замаскировавшись под мужчину. Увлечённый этой историей, Сан-Суси предложил стихотворение Диснею, и студия наняла его для написания трактовки и истории фильма.
«Мулан» исследует вековую тему сохранения верности себе, а режиссёр Тони Бэнкрофт описывает судьбу персонажа как историю девушки, которая не может изменить свою суть, но живёт в обществе, которое считает, что она обязана быть другой. Поскольку «Песнь о Мулань» — это такая любимая и известная история, Сан-Суси стремился сохранить целостность персонажа. Тем не менее, некоторые различия с оригиналом есть, например, персонаж, пренебрегает необходимостью попросить разрешения родителей перед тем, как записаться в армию. Кроме того, фамилия Мулан была изменена с «Хуа» на «Фа». Наконец, в фильме её истинная личность была раскрыта гораздо раньше, вскоре после первой встречи армии с врагом, в то время как в первоисточнике сослуживцы Мулан остаются в неведении на протяжении всей войны вплоть до её возвращения домой.
Как отмечает кинокритик Энди Кляйн из World Animation Network, в отличие от предыдущих классических анимационных фильмов Disney, романтические отношения между Мулан и Ли Шангом рассматриваются как часть истории, а не как основной сюжет. Кляйн комментирует: "Мулан ни дня не ждет своего принца; романтика становится сдержанной и нюансированной, когда он приезжает, узнает ее сначала как мужчину и учится восхищаться ею за ее более глубокие качества". На протяжении всего фильма они постоянно помогают друг другу стать лучшей и истинной версией себя, реализовать их истинный потенциал.

### Голос
Мулан озвучивает актриса Минг-На Вен. Поскольку героиня «представляет традиционные китайские ценности» и изображается как «драматическая», «близкая к отцу, очень уважительная», Бэнкрофт считал, что Вен обладает «идеальным» голосом для Мулан, который он дополнительно описал как «очень китайский». Вен родилась и выросла в Макао (Китай), и была хорошо знакома как с легендой о Хуа Мулань, так и с «Балладой о Мулань» до прослушивания на роль, поскольку слышала это стихотворение в детстве от матери. Она объяснила, почему думает, что каждый китайский ребёнок растёт с этой историей, сравнив популярность стихотворения в Китае с популярностью басни Парсона Уимса, в которой американский президент Джордж Вашингтон рубит любимое вишнёвое дерево своего отца.
Мулан стала первым персонажем, озвученным Вен. В интервью IGN актриса подробно рассказала о процессе записи, в частности о том, что от неё требовалось сыграть большую часть сцен в одиночестве. Она сказала: «Мне просто так понравилась история, и я так сильно отождествляла себя с персонажем Мулан, что мне было легко. Мне понравилось использовать своё воображение. Я чувствовала себя снова маленьким глупым ребёнком с воображаемым мечом, верхом на воображаемой лошади и говорящим с воображаемым драконом. Так что для меня это было очень весело». Несмотря на то, что на протяжении всего фильма Мулан разделила несколько эмоциональных сцен со своим сопровождающим её маленьким китайским драконом по имени Мушу, которого озвучил американский актёр и комик Эдди Мёрфи, он и Вен никогда не встречались друг с другом во время работы над Мулан, потому что записывали свои реплики в разное время в разных местах.
После того, как Вен получила роль Мулан, Дисней сразу же проинформировал её, что она не будет озвучивать сцены, в которых персонаж поёт. Актриса не обиделась на это решение, шутливо заметив: «Я их не виню». Режиссёры наняли филиппинскую певицу и актрису Леа Салонгу для озвучки Мулан во всех присутствующих в фильме песнях, например, «Отражение», «Я сделаю из тебя мужчину» и «Девушка, за которую стоит бороться». По словам Томаса С. Хищака, автора книги «Актёры озвучивания Disney: Биографический словарь», Салонга изначально пробовалась на роль для того, чтобы озвучивать как говорящую, так и поющую Мулан. Однако режиссёры в конечном итоге посчитали, что в её исполнении попытка Мулан выдать себя за мужчину была довольно неубедительной и в конечном итоге заменили Леа на Минг-на Вен. За шесть лет до участия в «Мулан» Салонга озвучила песни принцессы Жасмин в диснеевском мультфильме «Аладдин» (1992), которую в прочих сценах сыграла Линда Ларкин. Во время прослушивания на роль Мулан певица в шутку спросила: «Почему я должна проходить прослушивание? Раньше я уже была принцессой. Этого мало?»

### Характер и дизайн
Сценарий фильма постоянно редактировался и переписывался, чтобы наиболее точно отобразить характер и роль Мулан. Сценаристы хотели, чтобы Мулан представляла образ «другой героини Диснея», которая «не нуждалась в диадеме, но была такой же грациозной, сильной и смелой». У Бэнкрофта и его брата-близнеца Тома, который также работал над «Мулан» в качестве аниматора, в общей сложности семь дочерей. Это ещё больше вдохновило создателей фильма изобразить Мулан как уникальную героиню, которая «не является ещё одной девой в беде», а демонстрирует образ «сильной героини Диснея, которая действительно была бы героиней её собственной истории». То есть они хотели, чтобы Мулан стала «женским примером для подражания». Сила и храбрость были обязательными чертами характера для неё. В интервью The Christian Post Бэнкрофт подробно рассказал о том, как он, будучи режиссёром фильма, думал о благополучии своих маленьких дочерей во время работы над Мулан, поскольку хотел создать уникальную героиню, которую раньше не видели и которая станет примером женского персонажа, который силён сам по себе и не нуждается в спасении принца. Говоря о том, чем Мулан уникальна, Бэнкрофт объяснил: «У большинства героинь Диснея есть внешняя сила, которая приходит и помогает им измениться. Мулан же остаётся последовательной. С первого кадра до конца фильма её личность остаётся неизменной».
Визуально на аниматоров повлияли как традиционные китайские, так и японские произведения искусства. В конкретном случае Мулан простые линии в дизайне персонажей напоминают классическую азиатскую живопись. Китайский художник Чен И помогал аниматорам в создании визуального стиля «Мулан». Для аниматора Марка Хенна работа над персонажем в мужской маскировке под «Пинг» стала беспрецедентной задачей. Чтобы решить эту уникальную дилемму, Хенн получил «возможность немного изменить её дизайн, чтобы когда она была замаскирована под Пинг, как солдата, физически она немного отличалась от того, как мы её рисовали, когда она была сама собой как Мулан». Мулан также создавалась так, чтобы казаться менее женственной, чем предыдущие героини мультфильмов Дисней, в частности Покахонтас из одноимённого мультфильма (1995) и Эсмеральда из «Горбун из Нотр-Дама» (1996), потому что «нельзя сойти за мужчину в армии с фигурой в стиле Барби».
Хенн рассказал: «История Мулан была настолько уникальной и захватывающей, что просто очаровала меня с самого начала». Анимация отдельных эмоций персонажей в традиционном китайском стиле оказалась для него сложной задачей. Аниматор объяснил: «Мы не создаём реализма в том смысле, что если вы играете человека, он не будет выглядеть реалистично. Баланс — это найти привлекательный способ рисования с использованием визуальных инструментов, которые у вас есть в дизайне, чтобы показать правдоподобные эмоции, которые вы хотите передать». Помимо Мулан, Хенн также отвечал за анимацию Фа Зу, пожилого отца Мулан. Он назвал сложные отношения между этими двумя персонажами «эмоциональным сердцем истории».
Несколько кинокритиков охарактеризовали Мулан как томбоя. Энди Патрицио из IGN заметил: «В этой слегка модернизированной версии истории Мулан — это кто-то вроде бунтарки и томбоя. Она не заинтересована в том, чтобы быть хорошей послушной девочкой, несмотря на желание вздыхающих родителей». Джо Джонсон в книге Queers in American Popular Culture Volume 1: Film and Television написал, что «в отличие от других героинь Диснея, Мулан сразу же кодируется как томбой», потому что-то она говорит, пока жуёт. Джонсон также заметил несколько отличий её дизайна и характера от тех, которые обычно ассоциируются с традиционными героинями и принцессами Диснея, сославшись на неуклюжее и неловкое поведение персонажа, широкие плечи и мускулистые конечности, непослушную прядь волос и выбор повседневной одежды, которая обычно состоит из чего-то свободного и мешковатого, скрывающего её «традиционно тонкую диснеевскую талию». Кроме того, интеллект Мулан был отмечен в нескольких профессиональных рецензиях, критики часто называли героиню умной.

## Появления

### Фильмы

#### Мулан
Гунны во главе с Шань Юем вторглись в Китай, прорвавшись через Великую стену. Китайский император объявил генеральную мобилизацию, по условиям которой один человек из каждой семьи должен пойти в армию. После того, как встреча Мулан со свахой пошла наперекосяк, Чи Фу приехал в дом героини, чтобы призвать на службу её отца. Хотя Мулан протестовала, зная, что её отец-ветеран не может пережить очередную войну, её заставили молчать и Чи Фу, и её отец. В тот вечер Мулан забрала старые доспехи своего отца, замаскировалась под мальчика по имени Пинг и вступила в армию. Узнав об уходе героини, предки приказали маленькому дракону Мушу, бывшему опекуну, пробудить «великого каменного дракона», чтобы тот мог вернуть Мулан, но Мушу случайно уничтожил статую, поэтому решил присоединиться к героине в армии и помочь ей в надежде, что предки снова назначат его стражем.
Находясь в тренировочном лагере, Мулан успешно притворяется мужчиной, хотя военных навыков у неё изначально нет. Мушу дал Мулан неуклюжие наставления о том, как вести себя как мужчина. Под командованием капитана Ли Шанга она и её товарищи-рекруты Яо, Лин и Цзянь-По постепенно стали обученными воинами. Желая добиться успеха Мулан, Мушу издал поддельный приказ от отца Шанга, генерала Ли, приказывающий ему следовать за главной имперской армией в горы. Подкрепление отправилось в путь, но прибыло в сгоревший лагерь, где обнаружилось, что генерал Ли и его войска были убиты гуннами.
Когда подкрепление торжественно покинуло горы, они попали в засаду гуннов, но Мулан ловко использовала пушку, чтобы вызвать лавину, которая похоронила большую часть захватчиков. Разъярённый Шань Юй нанёс ей удар в грудь, и после того, как лавина утихла, её обман раскрылся во время перевязки раны.
Вместо того, чтобы казнить Мулан, как того требует закон, Шанг пощадил её жизнь, но, тем не менее, изгнал её из армии. Мулан осталась в одиночестве следить за новобранцами, которые отправлялись в Запретный город, чтобы сообщить новости об уничтожении гуннов. Однако обнаружилось, что шесть воинов-гуннов, в том числе Шань Юй, пережили лавину, и Мулан заметила их идущими в город с намерением взять в плен императора.
В Запретном городе Мулан не смогла убедить Шанга в выживании Шань Юя, гунны пленили императора и захватили дворец. С помощью Мулан Яо, Лин и Чиен-По изобразили наложниц и смогли войти во дворец. С помощью Шанга они победили людей Шань Юя. Поскольку Шанг не дал лидеру гуннов убить Императора, Мулан заманила Шань Юя на крышу, где вступила с ним в бой. Тем временем, следуя её инструкциям, Мушу запустил большую ракету по Шань Юю, которая столкнула лидера гуннов вышку для запускания фейерверков, где он умер в результате взрыва.
Император оценил заслуги Мулан, как и собравшиеся жители города, которые поклонились ей. Принимая в подарок герб Императора и меч Шань Юя, она вежливо отклонила предложение стать императорским советником и попросила позволить ей отправиться к семье.
Мулан вернулась домой, где подарила свои награды отцу, который был очень рад, что дочь благополучно вернулась. Влюбившийся в Мулан Шанг вскоре прибыл к ней в гости под предлогом возврата своего шлема и принял приглашение семьи остаться на ужин. Мушу был восстановлен предками в качестве опекуна семьи Фа во время празднования возвращения. Когда Мулан благодарила дракона, она поцеловала его в лоб, за ней следовали её собака, младший брат и стадо цыплят, ворвавшихся в Храм, а Великий Предок позвал Мушу по имени, заканчивая фильм.

#### Мулан II
Через месяц после событий оригинального фильма Мулан и Ли Шанг готовились к свадьбе, но их отвлекло задание от Императора, который попросил сопроводить его трёх дочерей на их собственную церемонию бракосочетания. Отношения пары во время поездки стали несколько натянутыми, так как у них были разные взгляды на некоторые вопросы. Между тем, Мушу понял, что если Мулан выйдет замуж за Шанга, то ей больше не понадобится дух-хранитель, и решил обманом заставить пару расстаться. Когда бандиты напали на героев, Мулан и Шанг отбиваются от них, но героиня опустошена, потому что Шанг, кажется, был убит, пытаясь спасти ее. Чтобы три принцессы не были выданы замуж против их воли, Мулан заняла их место, выйдя замуж за старшего сына правителя соседней земли. Шанг оказался на самом деле жив и прибыл вовремя, чтобы остановить свадьбу, но в конечном итоге Мулан спас Мушу, который, изображая из себя могучего Золотого Дракона Единства, освободил трёх принцесс от их клятв и помог Мулан выйти за Ли Шанга, поэтому героиня простила его поступки. После этого Мулан сообщила Ли Шангу о существовании Мушу, и они объединили храмы своих семей, позволив Мушу сохранить своё положение.

#### Ральф ломает Интернет
Мулан вместе с другими принцессами Диснея появилась в фильме «Ральф против Интернета», как было объявлено на выставке D23 Expo 2017.

#### Художественный фильм
Лю Ифэй сыграла Мулан в игровой экранизации анимационного фильма 1998 года.

### ФраншизаDisney Princess
Мулан является восьмым официальным участником франшизы Disney Princess, предназначенной для маленьких девочек. Для детей Мулан показывает важность того, чтобы никогда не сдаваться, не ограничивать людей гендерными ролями и ценить семью. Эти аспекты фильма соответствуют традиционному китайскому взгляду на культурные ценности, такие как важность семьи и чести. На официальном сайте принцесс Диснея краткая биография героини гласит: «Мулан — любящая и храбрая девушка. Когда её страна больше всего в этом нуждается, она переодевается мужчиной и уходит воевать. Она использует смелость и решимость, чтобы побеждать». Хотя Мулан является членом франшизы «Принцессы Диснея», она не является законной принцессой в традиционном смысле слова, поскольку не родилась дочерью короля или королевы и не вышла замуж за принца. Она первая и в настоящее время единственная азиатская участница франшизы.

## Реакция

### Критика
Оценки Мулан как персонажа в целом положительные. Time Out провозгласил Мулан «энергичной молодой, [которая] возвышается над миром, в котором доминируют мужчины, в котором она живёт». Кен Фокс из TV Guide написал: "Умная и чрезвычайно независимая, Мулан противоречит общественным ожиданиям, что женщина всегда будет послушной и связанной своим долгом перед своим мужем". Бриджит Бирн из Boxoffice написала, что «Мулан обладает гордостью, обаянием, духом и эстетической привлекательностью, что не позволяет ей быть отодвинутой на задний план энергичным и захватывающим действием, в котором она участвует». Тодд Маккарти из Variety похвалил героиню за то, что она вдохновила на изменения в традициях вековой классики Диснея, в котором пассивные женские персонажи были спасены вежливыми благородными принцами. Маккарти продолжил: "Здесь девушка спасает, спасает не только принца, но и самого императора, и это в далёкой культуре, где женщины должны были подчиняться строго установленным правилам“. Точно так же Маргарет А. МакГерк из The Cincinnati Enquirer похвалила Мулан за „решение [её] дилеммы Г. И. Джейн, доказав, что мозг может делать больше, чем мускулы“. Приветствуя персонажа как „одну из сильнейших героинь в каноне мультфильмов Уолта“, — восторженно отзывается Ян Фрир из „Империи“, „Мулан становится невероятно легко за то, что Мулан сочетает уязвимость и дерзость“. Холлис Чакона из The Austin Chronicle назвал Мулан „главным героем-победителем“. Точно так же Кеннет Туран из Los Angeles Times написал: „Как энергичная бунтарка, которая должна оставаться верной себе, несмотря ни на что, Мулан — отличная героиня, идеально подходящая для молодой девушки, которую студия очень стремится привлечь“. Она „более симпатичный и находчивый образец для подражания, чем Покахонтас“.
Несмотря на то, что Мулан в основном понравилась публике, характеристика Мулан вызвала некоторую умеренную критику и предположения, вдохновив ряд в целом смешанных или положительных отзывов от некоторых кинокритиков. Оуэн Глейберман из Entertainment Weekly написал: „Мулан гораздо больше, чем“ Красавица и Чудовище» или бесстрастная добродетельная Покахонтас, демонстрирует девушку, которая может использовать свой ум … свидетельство власти разума над мускулами ". Однако Глейберман продолжил: «Мулан, наконец, не дотягивает до лучших достижений Диснея потому что сила героини остаётся эмоционально изолированный поиск „. Точно так же Мойра Макдональд из “Сиэтл Таймс» назвала Мулан «сильным, привлекательным персонажем, которому, в отличие от многих её диснеевских коллег, не нужен никто, чтобы спасти её от опасности», при этом задавая вопросы о её личности, спрашивая, «действительно ли нужно было наделять Мулан проблемами с самооценкой? Поскольку она кажется такой уверенной и умной, её грустное заявление о том, что она хочет „увидеть что-то стоящее“ в зеркале, вызывает некоторый шок».
Критики не были единодушны в своих похвалах, Джеффри Ганц почувствовал, что персонаж был неоригинальным, неточным и вестернизированным, написав «[её] костюмы (особенно кимоно и оби Мулан для Свахи) и причёски похожи на японские. Дайте Мулан черты индейцев, и вы получите Покахонтас». Точно так же Джеймс Берардинелли из ReelViews чувствовал, что изображение персонажа было слишком «знакомым», повторяя: «Хотя она и отличается от Ариэль, Белль, Жасмин и Покахонтас, Мулан во многом похожа на личность: женщина с сильным, сильным и сильным характером. Независимая личность, которая не желает подчиняться обычаям своей культуры, согласно которым роль женщины должна быть декоративной. В фильме нет ничего тонкого в укреплении идеи равенства полов». Кроме того, некоторые критики, такие как Алекс фон Тунзельманн из The Guardian, раскритиковали Мулан за её насилие, написав: «Дисней изо всех сил пытается сделать Мулан убийцей и героиней… Имбинджерно, фильм пытается идти по среднему пути, подразумевая, что Мулан уничтожает большую часть армии гуннов, вызывая лавину, и отправляет Шань Юя на тот свет с помощью фейерверков. Очень красиво. Но всё же технически убивает». Тем не менее, фон Тунзельманн сделал более позитивный вывод: «Как говорят героини Диснея, сама Мулан является явным улучшением стандартной дурацкой принцессы».

#### Отношения с Ли Шангом
В отличие от в целом положительных отзывов, полученных Мулан, оценки романтических отношений персонажа с Ли Шангом были в значительной степени негативными, что вызвало много спекуляций у критиков, которые обвинили Мулан в «типичной концовке с мальчиком». Роджер Эберт из Chicago Sun-Times заметил: «Послание здесь — это стандартное расширение прав и возможностей феминисток: бросьте вызов свахе, одевайтесь мальчиком и выбирайте свою собственную карьеру. Но у Мулан есть и то, и другое, так как сердце Мулан неизбежно переходит через Шанг, красивого молодого капитана, которому она поручена служить. Фильм нарушает традицию, согласно которой герой-мужчина спасает героиню, но по-прежнему полностью придерживается западной идеи романтической любви». Джанет Маслин из New York Times высказала негативное мнение: «При всём мужестве и независимости Мулан в восстании против сватовства этого всё ещё достаточно, чтобы нуждаться в парне».
Бетси Уоллес из Common Sense Media заметила, что Мулан «не соответствует образу принцессы, и большинство кинозрителей никогда о ней не слышали». В заключение Уоллес написал: «Жаль, что в конце концов её все ещё нужно выдать замуж за „Прекрасного принца“, который спасёт положение». В своём вкладе в книгу Beyond Adaptation: Essays on Radical Transformations of Original Works, Лан Донг написала: «Несмотря на то, что Мулан добивается успеха после того, как она открывает своё женское „я“ … это скомпрометировано потенциальной помолвкой Мулан и Ли Шанга в конце фильма».

### Культурное значение и похвалы
Мулан культурно признана за её уникальную роль, особенно в отношении героизма персонажа, этнической принадлежности и незаинтересованности в романтике, служащей отходом от традиционных героинь и принцесс Диснея, потому что она «бросила вызов гендерным стереотипам и предложила анимационный опыт Диснея, который не является ориентированным на принцесс „как“ один из немногих сильных, самодвижущихся женских персонажей, которые есть у Диснея». Кеннет Туран из Los Angeles Times наблюдал за тем, как роль Мулан в фильме как «независимой, не совсем безумной героини, является чем-то новым для Диснея». По словам Сары Велиз из Jakarta Post, Мулан «способствует уверенности в себе, решимости и не интересуется браком или романами фильм заканчивается тем, что она спасает свою страну, а не романтической развязкой». Райан Мази из Box Office Prophets считает, что «Мулан» «может быть самым важным и дальновидным фильмом о принцессах Диснея, созданным до того момента, когда женский персонаж единолично берёт на себя управление своей судьбой без помощи принца».
В 2012 году CNN "Стефани Голдберг признала Мулан в качестве одной из самых храбрых и самых героических мультипликационных героинь Диснея до настоящего времени в "Храбрая Сердцем" Мерида и другие анимированные героинь, писать, «Мулан согнуты традиционные гендерные роли, когда она приняла место отца в китайской армии». Технологический институт Джорджии поставил Мулан на четырнадцатое место среди величайших персонажей Диснея всех времён. Точно так же в 2013 году Мулан была признана величайшей анимационной героиней Диснея согласно опросу, проведённому Джимом Вейвода из IGN.
В 1999 году главная песня Мулан «Reflection» в исполнении Мулан была номинирована на премию «Золотой глобус» за лучшую оригинальную песню на 56-й церемонии вручения награды «Золотой глобус», но в конечном итоге проиграла "Молитве" Селин Дион и Андреа Бочелли В поисках Камелота (1998). «Reflection» часто приписывают успешную музыкальную карьеру американской певицы Кристины Агилеры, которая, как известно, записала поп-версию баллады до выпуска своего платинового одноимённого дебютного альбома в 1999 году, на котором эта песня является признакам. Кроме того, песня достигла девятнадцатой позиции в чарте Billboard Adult Contemporary. В 2011 году Салонга была удостоена награды Disney Legends в ознаменование её роли певицы Мулан. Кроме того, на церемонии Salonga исполнила живую версию «Reflection». Минг-На Вен также была названа легендой Диснея в 2019 году за роль говорящего голоса Мулан.

### Спор о редизайне
Редизайн принцессы Диснея 2013 года изобразил Мулан с чертами, которые отличаются от её внешности в фильме. На картинке изображена Мулан с голубыми глазами, большими губами, заметно более светлой кожей и золотой одеждой, которая не похожа ни на один из её нарядов в фильме. Её новая внешность вызвала бурю негодования из-за обеления её персонажа. Это было особенно неприятно, поскольку Мулан — одна из немногих небелых принцесс Диснея. Шавон Л. МакКинстри из движения SPARK пишет, что редизайн Мулан «кажется, прямо противоречит её характеру и характеру в её фильме», а также отмечает, что все цветные принцессы «заметно отодвинуты в сторону или полностью исключены» из новой продукции Disney, в которой был изменён дизайн.
МакКинстри утверждает, что Дисней «предпочитает изображать одну этническую группу принцесс, одновременно отчуждая так много своих фанатов», указывая на то, что из «десяти принцесс Диснея в бренде шесть — белые». Важность Мулан и других небелых принцесс можно увидеть в исследовании, проведённом в 2009 году докторами Шэрон Хейс и Стейси Тантлефф-Данн, по изучению влияния детских мультфильмов на образ тела девочек. Исследование показало, что в группе девочек от 3 до 6 лет 30,6 % группы изменили бы свою внешность, если бы могли. Из этих респондентов более половины изменили бы волосы и более четверти изменили бы что-то в своём теле, например цвет кожи. Из всех опрошенных девочек 8 % заявили, что им придётся изменить цвет волос или кожи, чтобы стать принцессой, заявив, например, что они «сменили чёрную кожу на белую». Опрошенная группа была преимущественно белой.
Позднее Дисней изменили дизайн Мулан, сделав её голубые глаза коричневыми, цвет кожи более тёмным, а одежду больше похожей на наряд из фильма.